# Plan C
Plan C fue un programa español de televisión, producido por El Terrat y emitido por Telecinco en 2005, con presentación de Carolina Ferre.

## Formato
La fórmula del espacio se encuadraba en el género denominado Late Night, programas de entrevistas y repaso a la actualidad desde una perspectiva satírica, con sketches humorísticos, emitido en horario nocturno.
Con periodicidad semanal, contaba con tres secciones:
- Mesa del humor: Tertulia sobre temas de actualidad social, integrada por los cómicos Juan Luis Cano, Esther Arroyo, Pedro Reyes, Javier Cansado, Rosario Pardo y Ramón Arangüena, más un Quinto elemento, personaje de actualidad posteriormente entrevistado.

- Entrevista: A un personaje de actualidad del mundo de la política, la cultura, el arte, con testimonios de personas relacionadas con el entorno laboral del entrevistado. En el primer programa el personaje invitado fue el cantante Miguel Bosé.[1] En el segundo programa se entrevistó a El Tricicle y en tercero al actor Javier Cámara.

- Repaso a las noticias de actualidad.[2]

- Famoso tunado: Se disfrazó a Martina Klein como pirata, a Remedios Cervantes como Don Quijote y a Jorge Javier Vázquez como motero.

## Actores
Los actores que interpretaban los sketches de humor fueron Esperanza Pedreño, Carlos Heredia, Gemma Martínez y Sergio Olalla.
Además, el espacio contó con la presencia de dos reporteras: Teresa Ordás y María José Hipólito.

## Decorados
El escenario del programa representaba un Pinball gigante.

## Audiencias
En su estreno, el programa fue seguido por 829.000 espectadores (20,9% de cuota de pantalla).
En la segunda emisión, el 14 de noviembre, la audiencia descenció a 617.000 (18'5% de cuota de pantalla). La tercera y última emisión se saldó con 706.000 espectadores (20'8% de cuota de pantalla).
Tras esa tercera emisión, el programa fue retirado de la parrilla de Telecinco, al no haber cubierto las expectativas de la cadena, según sus portavoces. La media de audiencia de los tres espacios emitidos fue de 731.000 espectadores (20'2% de cuota de pantalla).